# NGC 3203
NGC 3203 is een spiraalvormig sterrenstelsel in het sterrenbeeld Waterslang. Het hemelobject werd op 24 maart 1835 ontdekt door de Engelse astronoom John Herschel.

## Synoniemen
- ESO 500-24
- MCG -4-25-2
- PGC 30177